# Bucculatrix columbiana
Bucculatrix columbiana är en fjärilsart som beskrevs av Braun 1963. Bucculatrix columbiana ingår i släktet Bucculatrix och familjen kronmalar. Inga underarter finns listade i Catalogue of Life.